# Teupasenti (kommun)
Teupasenti är en kommun i Honduras.   Den ligger i departementet El Paraíso, i den centrala delen av landet, 60 km öster om huvudstaden Tegucigalpa. Antalet invånare är 29 519.